# Halha
Halha (Halha Mongoli; Халха, Халхасцы, Халха-Монголы), većinska mongolska skupina naseljena u Mongoliji i susjednim krajevima Rusije i Kine, koja sebe smatra izravnim potomcima Džingis-kanove vojske. 
Mnogi Halha Mongoli u suvremeno vrijeme žive u gradovima ali znatan dio je također ostao vjeran nomadskom načinu života, seleći se sezonski sa svojim stadima i pokretnim šatorima-jurtama u potrazi za svježim pašnjacima. Halha Mongoli uzgajivači su konja, goveda, ovaca i veoma vješti jahači. Kod urbanih Halha mnogi su našli posao u industriji, prometu ili rudarstvu.
Tradicionalna hrana Halha Mongola sastoji se od masti, mesa, mlijeka i mliječnih proizvoda. Ovčje meso jede se najviše tijekom zime, a mliječni proizvodi kao vrhnje, jogurt i sir u vrijeme ljeta. Od kobiljeg mlijeka proizvode kumiss ili airag, što je kod njih najpopularnije piće.
Halha Mongoli i nešto ranijim vremenima udaju se i žene se veoma mladi, djevojčice između 13 i 14 godine, a dječaci nešto stariji, dok se u suvremenije doba ovo odgađa do sredine dvadesetih. 
Glazba, ples i sportska natjecanja veoma su omiljeni među njima. Posebno su omiljena natjecanja s konjima, a najveći festival naadam ili  'eriyn gurvan nadaam'  održava se u mjesecu srpnju. Tada se priređuju natjecanja u streličarstvu, konjskim utrkama i veoma popularnom wrestlingu (hrvanju) u kojemu borci nose tradicionalne čizme-gutul, kratke gaćice-shuudag i veste-zodog.

## Vanjske poveznice
- Khalkha Mongols of Mongolia[neaktivna poveznica]
- Mongolian, Halh: A language of Mongolia